# De Schammer
De Schammer is een natuurgebied ten noorden van Leusden en ten oosten van Amersfoort langs de A28. Ten noorden van De Schammer ligt natuurgebied Bloeidaal. De Schammer ligt tussen de Barneveldse Beek en het Valleikanaal. Door de aanleg van een fietstunnel onder de A28 is het recreatiegebied gemakkelijk bereikbaar vanuit Amersfoort. Het gebied is genoemd naar de historische boerderijplaats ’t Scham die in het gebied stond.
Het gebied werd in de winter van 2010-2011 nieuw ingericht. Het bestaat uit natte schrale graslanden en rietmoeras. Naast natuurgebied kreeg het een recreatieve functie en kon het worden gebruikt als opslagmogelijkheid van grote hoeveelheden regenwater. Het recreatiedeel van het gebied is in beheer bij de gemeente Leusden, het natuurdeel bij Het Utrechts Landschap en de waterpartijen bij Waterschap Vallei en Eem.
In het gebied zijn wandelroutes uitgezet.
Amerongse Bos
· Amerongse Bovenpolder
· Landgoed Beerschoten
· Beukenburg
· Biltse Duinen
· Birkhoven
· Blauwe Kamer
· Blikkenburg
· Bloeidaal
· Bornia
· Bosch en Duin
· Breeveen
· Broekerbos
· Buitenplaatsen Driebergseweg
· Dartheide
· Elster Buitenwaarden
· Grebbeberg
· Heidestein
· Hoge Ginkel
· Hooge Kampse Plas
· Hoog Moersbergen
· Houdringe
· Juliusput
· Kasteelbos Renswoude
· De Kievit
· Kooilust
· Kozakkenput
· De Krakeling
· Laarsenberg
· De Leyen
· Lockhorsterbos
· Lunenburgerwaard
· Maartensdijkse Bos
· Middelwaard
· Moersbergen
· Niënhof
· Noordhout
· Okkersbos
· Oostbroek
· Over-Holland
· Palmerswaard
· De Paltz
· Panbos
· Plantage Willem III
· Pleinesbos
· De Pol
· Ridderoordse Bos
· Sandenburg
· Sandwijck
· De Schammer
· Stameren
· Landgoed Stoutenburg
· Viaanse Bos
· Viaanse polders en uiterwaarden
· Vikinghof
· Park Vliegbasis Soesterberg
· Vijverbos
· Vijverhof
· Voordorpse polder
· Willem Arntszbos
· Witte Hull
· De Woerd
· Wulperhorst
· Zeisterbos